# فتح‌پور، کشمیر
فتح‌پور (به انگلیسی: Fatehpur) یک منطقهٔ مسکونی در پاکستان است که در کشمیر آزاد واقع شده‌است.